# 蒂比维莱尔 (瓦兹省)
蒂比维莱尔（法語：Thibivillers）是法国瓦兹省的一个市镇，属于博韦区（Beauvais）韦克桑地区绍蒙县（Chaumont-en-Vexin）。该市镇总面积6.35平方公里，2009年时的人口为204人。

## 人口
蒂比维莱尔人口变化图示